# The Munsters
The Munsters (Los Munster o La familia Monster en Hispanoamérica, y La familia Monster en España) es una telecomedia estadounidense que muestra la vida hogareña de una familia de monstruos benignos. Protagonizada por Fred Gwynne como el monstruo de Frankenstein y el cabeza de la familia, Herman Munster; Yvonne De Carlo como su esposa vampira, Lily Munster; Al Lewis como el Abuelo, el vampiro callejero que disfruta hablando de los «buenos viejos tiempos»; Beverley Owen (luego reemplazada por Pat Priest) como su sobrina adolescente, cuya belleza totalmente estadounidense la convirtió en la marginada de la familia, y Butch Patrick, medio vampiro y medio hombre lobo, como Eddie Munster. 
Producida por la cadena CBS y transmitida originalmente entre los años 1964 y 1966, contó con 70 capítulos y dos temporadas. 
La serie fue una sátira de las películas de monstruos tradicionales y de la comedia familiar sana de la época. Corría al mismo tiempo con la temática similar macabra de The Addams family (se emitió en ABC) y logró cifras más altas en las calificaciones de ratings de Nielsen. 
Basándose en la serie original, se realizaron años más tarde las películas Munster Go Home (1966) y The Munsters' Revenge (1981). Esta serie es considerada como de culto y ha sido repuesta numerosas veces en todo el mundo. 
El 26 de octubre de 2012, se lanzó un piloto fallido que intentó hacer una reinvención de la serie, que finalmente nunca sucedió. Con un toque algo más siniestro, pero conservando su estilo gótico y en el género de comedia familiar, denominada Mockingbird Lane.

## Trama
Los Munster viven en 1313 Mockingbird Lane, en la ciudad de Mockingbird Heights, un barrio ficticio en California. La familia, aunque es decididamente extraña, se considera a sí misma gente de la clase trabajadora bastante típica de la época. Herman, como muchos maridos de la década de los sesenta, es el único asalariado en la familia, aunque Lily y el Abuelo hacen intentos (de corta duración) de ganar dinero de vez en cuando. Aunque Herman es el jefe de familia, Lily también toma muchas decisiones. Según el episodio en el que Lily y Herman Munster intentaban sorprenderse mutuamente por su aniversario, se casaron en 1865. A pesar del enfoque novedoso de que la familia es (en su mayoría) criaturas sobrenaturales (excepto la sobrina Marilyn, que es normal), el programa siguió la típica fórmula familiar de la época: el padre bien intencionado, la madre que cuida, el familiar excéntrico, el adolescente ingenuo y el niño precoz.
Los disfraces y las apariciones de los miembros de la familia, que no sean Marilyn, se basaron en los monstruos clásicos de las películas de Universal Studios de los años treinta y cuarenta. Universal produjo The Munsters también y así pudo usar estos diseños con derechos de autor, incluida su versión icónica del monstruo de Frankenstein para Herman. Otros estudios eran libres de hacer películas con la criatura Frankenstein, por ejemplo, pero no podían usar el vestuario y el estilo de maquillaje originalmente creado por Jack Pierce para la película de 1931 de Universal de Frankenstein. El maquillaje para el espectáculo fue creado y aplicado a los actores por Bud Westmore, quien fue pionero en muchos efectos de maquillaje y diseños para muchas de las películas de monstruos universales.
A pesar de ser un gran éxito de la televisión, la serie fue cancelada a finales de 1966, debido a un desacuerdo entre los productores de la serie y la CBS. Hasta entonces, toda la serie se había emitido en blanco y negro, y la cadena planeaba la versión en color de todos sus espectáculos. Ello encarecía los costes y, en el caso de esta serie, no se llegó a decidir quién cubriría los nuevos gastos.[cita requerida]

## Personajes
- Herman Munster (monstruo de Frankenstein): Es el padre de la familia. Es bueno, raro y muy alto. Quiere mucho a su esposa. La mayoría de las veces, el Abuelo es cómplice de sus ocurrencias.
- Lily Munster (vampira): Es una vampira que quiere mucho a su marido Herman. Trata de conciliar al Abuelo y a Herman. Se considera una ama de casa media estadounidense.
- El Abuelo (vampiro): Padre de Lily. Miembro del Sindicato de Científicos Locos. Es el único que ha vivido en Transilvania y a veces la añora. Pasa mucho tiempo en el sótano, donde tiene su laboratorio y realiza los más extraños experimentos. Se lleva muy bien con Herman y adora a su nieto Eddie.
- Eddie Munster (hombre lobo): Hijo de Lily y Herman. Tiene once años y es un hombre lobo. Va al colegio y le gustan los experimentos del Abuelo. Duerme en un armario que está en la alacena.
- Marilyn Munster (dama en apuros): Sobrina de Lily. Es la única de la familia con un aspecto corriente, una chica rubia universitaria muy bella. El resto de la familia está muy preocupado por ella, ya que no encuentra pareja debido a su «fealdad».
- Spot (dragón): Mascota de la familia Munster. Es muy grande y le gusta jugar con Eddie Munster.
- Kitty: Mascota de los Munster, favorita de Lily. Es un gato que ruge como león.
- Igor: Es un murciélago del Abuelo Munster.
- Charlie el cuervo: Vive en el reloj de la casa y repite la palabra «nunca más», frase del escritor Edgar Allan Poe de su poema El cuervo.

## Reparto
(Segundo Nick at Nite)
| Personaje               | Actor                    |
| ----------------------- | ------------------------ |
| Herman Munster          | Fred Gwynne              |
| Lily Munster            | Yvonne De Carlo          |
| Sam Drácula (el Abuelo) | Al Lewis                 |
| Marilyn Munster         | Beverley Owen/Pat Priest |
| Eddie Munster           | Butch Patrick            |
| Charlie el cuervo (voz) | Mel Blanc/Bob Hastings   |

## Audiencias
Las posiciones por los índices de audiencia para cada temporada, y para el final de la temporada, fueron los siguientes:
| Temporada    | Posición por el índice de audiencia |
| 1) 1964-1965 | #1                                  |
| 2) 1965-1966 | #4                                  |

## Doblaje al español
| Personaje                         | Actor versión original                             | Actor de doblaje original                                         | Actor de segundo redoblaje |
| --------------------------------- | -------------------------------------------------- | ----------------------------------------------------------------- | -------------------------- |
| Narrador/créditos de presentación |                                                    | Carlos David Ortigosa Roberto Espriú Víctor Guajardo Jorge Arvizu |                            |
| Herman Munster                    | Fred Gwynne                                        | Víctor Alcocer                                                    | Eduardo Borja              |
| Lily Munster                      | Yvonne De Carlo                                    | Nelly Salvar                                                      |                            |
| Sam Drácula (el Abuelo)           | Al Lewis                                           | Fernando Rivas Salazar                                            | Héctor Lee                 |
| Marilyn Munster                   | Beverley Owen Pat Priest                           | Dulcina Carballo                                                  |                            |
| Eddie Munster                     | Butch Patrick                                      | María Antonieta de las Nieves Rocío Garcel                        |                            |
| Cuervo en el reloj                | Mel Blanc (temporada 1) Bob Hastings (temporada 2) | Jorge Arvizu (temporada 1) Carlos Becerril (temporada 2)          |                            |

Es de hacer notar que si bien Beverley Owen abandonó el papel de Marilyn Munster (en el capítulo 13 de la primera temporada para casarse) y fue sustituida por Pat Priest, quien continuó interpretando ese papel hasta el final de la serie, muchos espectadores no se dieron cuenta de ello debido al gran parecido físico entre ambas. Por otra parte, cuando esta serie fue doblada al español, dicho cambio fue aún menos evidente debido a que una sola actriz (Dulcina Carballo) dobló las voces de ambas.

## Lista de episodios
| Temporadas | Temporadas            | Episodios | Episodios | Transmisión original     | Transmisión original |
| Temporadas | Temporadas            | Episodios | Episodios | Primera emisión          | Última emisión       |
| ---------- | --------------------- | --------- | --------- | ------------------------ | -------------------- |
|            | Episodios piloto      | 2         | 2         | No estrenados            | No estrenados        |
|            | Temporada 1 (1964-65) | 38        | 38        | 24 de septiembre de 1964 | 10 de junio de 1965  |
|            | Especial              | 1         | 1         | 18 de abril de 1965      | 18 de abril de 1965  |
|            | Temporada 2 (1965-66) | 32        | 32        | 16 de septiembre de 1965 | 12 de mayo de 1966   |

### Retransmisión
Las repeticiones de esta serie se emitieron en Nick at Nite en la década de 1990. También se emitió en TV Land de 2000 a 2008.

## Nueva versión (1988-1991)
En 1988, se realizó una nueva versión de la serie con nuevos actores titulada Los Munster de hoy (The Munsters Today), que situaba a los Munster en los años noventa con la excusa argumental de que habían hibernado en el sótano durante veinte años a causa de un experimento del Abuelo que salió mal.
Inicialmente, tanto el decorado como el vestuario eran réplicas de los de la serie original pero en temporadas posteriores el vestuario variaba de color en cada episodio deshaciéndose de la imagen característica de cada personaje (solo el personaje del Abuelo mantuvo el mismo aspecto).
La nueva serie contó con varias apariciones puntuales de Al Lewis en el papel del tío del Abuelo, un vampiro todavía más viejo y experimentado que este último. El reparto de la nueva serie fue:
- Herman: John Schuck
- Lily: Lee Meriwether
- Abuelo: Howard Morton
- Eddie: Jason Marsden
- Marilyn: Hilary Van Dyke

Además de la adaptación de los ochenta, se ha realizado secuelas animadas y películas para televisión.

## Series derivadas y películas
- Munster Go Home
- The Mini-Munsters
- The Munsters' Revenge
- The Munsters Today
- Here Come The Munsters
- The Munsters' Scary Little Christmas
- La familia Monster, reinvención de 2022 y precuela de la serie, dirigida por Rob Zombie.[2]

## Intento de reinvención (2012)

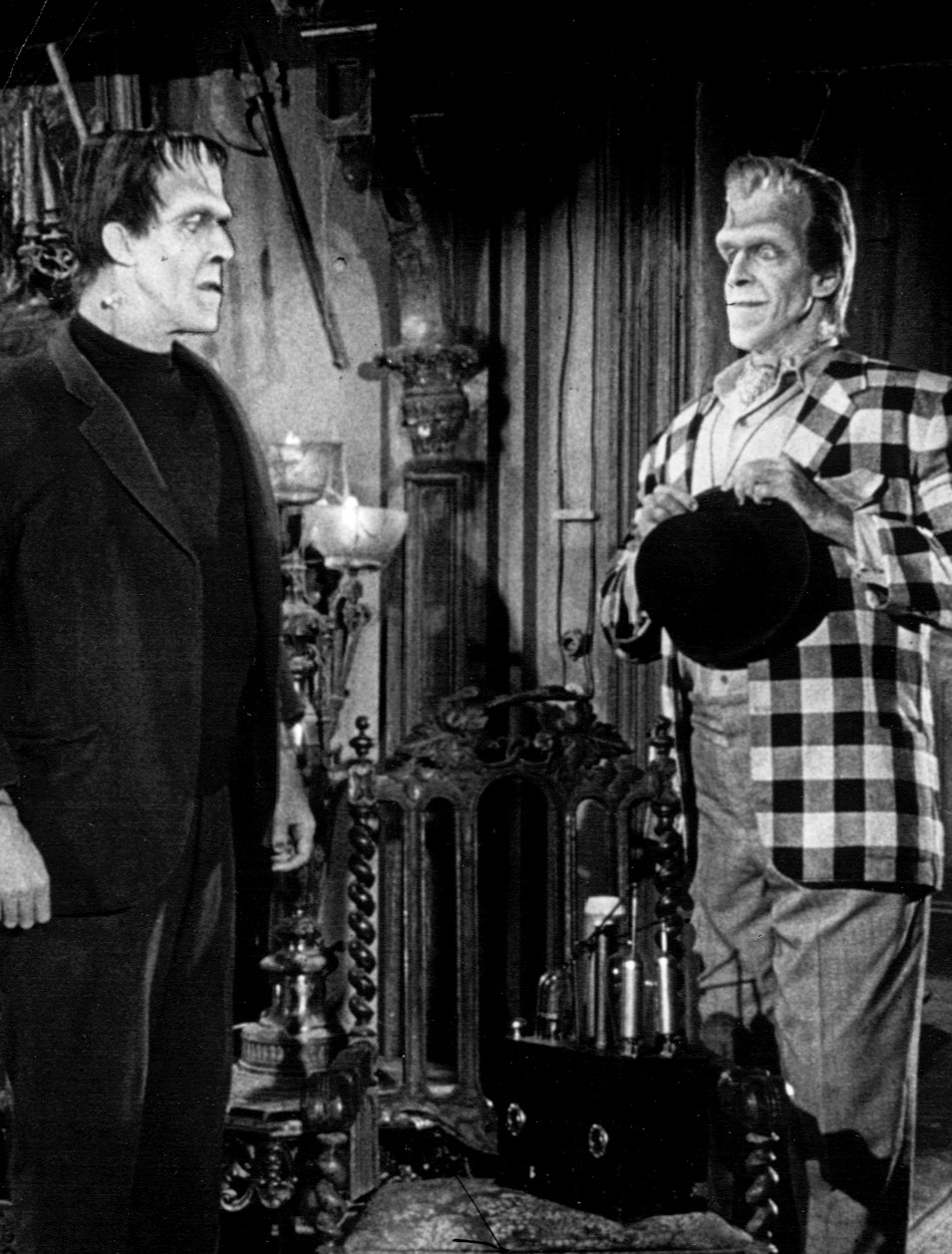
Fotos publicitarias de CBS, Fred Gwynne, Herman Munster, The Munsters

En 2012, la NBC planeaba realizar una reinvención de esta serie bajo el nombre de Mockingbird Lane, producida por Bryan Fuller y con un elenco compuesto por Jerry O'Connell (Herman Munster), Portia de Rossi (Lily Munster), Mason Cook (Eddie Munster), Eddie Izzard (el Abuelo) y Charity Wakefield (Marilyn, sobrina de Lily). La nueva versión sería más oscura y se centraría en contar los orígenes de Lily y Herman.
Sin embargo, aunque el piloto tuvo buena aceptación, principalmente por su estilo de humor negro y más oscura que la anterior versión, hubo mucha discrepancia entre fanáticos y seguidores de la serie original, que la consideraron una recreación desesperada y carente de sentido al mostrar a Herman más humano y a los personajes lejos de su mítica apariencia reconocible, a pesar de contar con la dirección de Bryan Singer. Finalmente, el plan de hacer la serie se vino abajo, por lo que solo quedó en ese piloto como especial.